# Abraham Rutgers van der Loeff
Abraham Rutgers van der Loeff (Spaarndam, 2 mei 1808 -  Leiden, 13 juli 1885) was een Nederlandse predikant en ridder in de Militaire Willems-Orde.

## Leven en werk
Dr. Rutgers van der Loeff, lid van de familie Van der Loeff, was een zoon van de predikant Abraham Schim van der Loeff en  Johanna Dorothea Rutgers. Hij studeerde theologie aan de universiteit van Groningen. Hij was achtereenvolgens predikant te Slochteren, Noordbroek, Zutphen en Leiden. In Zutphen richtte hij in 1845 de "Protestantsche Stichting voor Weldadigheid" op. Deze instelling hield zich bezig met werkverschaffing en voedselbedeling in de wintermaanden aan de arme protestantse inwoners van Zutphen. Hij verkreeg in 1850 een eredoctoraat in de theologie aan de universiteit van Groningen. Zijn komst als predikant naar Leiden in 1847 was niet onomstreden. Hij behoorde tot de zogenaamde Groninger richting. Er werd voor zijn komst naar Leiden fel tegen zijn ideeën gewaarschuwd. Rutgers van der Loeff gebruikte bij zijn intrede in Leiden als reactie daarop de tekst: Vreest niet; want zie, ik verkondig u groote blijdschap. Rutgers van der Loeff schreef onder meer het Bijbelsch Catechisatieboek voor huisselijk gebruik.
Van 1849 tot 1867 was Rutgers van der Loeff als predikant ook werkzaam in de militaire strafgevangenis. Hij richtte in 1855, samen met twee gepensioneerde zeeofficieren, de Kweekschool voor Zeevaart in Leiden op. De achterliggende bedoeling was om een oplossing te vinden voor het lot der verwaarloosde vagebonderende jongens in de Leidse achterbuurten. Hij was, ook in 1855, de oprichter van de Bewaarschool voor haveloze kinderen in Leiden. Vanwege het ontbreken van voldoende gekwalificeerd personeel richtte hij in 1867 te Leiden de kweekschool voor bewaarschoolhouderessen op.
In de jaren zestig van de 19e eeuw spande Rutgers van der Loeff zich in voor de stichting van een kerk in Helenaveen. Het gebied werd in die periode ontgonnen. Hierbij werden onder andere veenarbeiders uit Drenthe aangetrokken. Onder leiding van Rutgers van der Loeff werd een landelijke geldinzameling gestart om de bouw van een hervormde kerk voor de nieuwe bewoners in het gebied te financieren. De actie leverde bijna 16.000 gulden op en was daarmee een succes. Op 3 november 1867 kon de kerk in gebruik worden genomen. Rutgers van der Loef legde in zijn preek ter gelegenheid van dit gebeuren het verband tussen landontginning en godsdienst. De kerk in Helenaveen was de eerste hervormde kerk, die na 1648 in Noord-Brabant werd gesticht. Jansen wijst er in zijn artikel op dat Rutgers van der Loeff niet slechts religieus bewogen was, maar ook zakelijk geïnteresseerd was in de ontwikkeling van de Peel. Zowel hij als zijn oudste dochter bezaten aandelen in de Maatschappij Helenaveen, het bedrijf dat tot doel had de veengebieden van de Peel te ontginnen.
Rutgers van der Loeff trouwde op 2 februari 1835 te Veendam met Romelia van der Tuuk, dochter van de Veendammer advocaat en notaris mr. Michael van der Tuuk en Ellegonda Durandina Dijck. Hun zoon Theodoor was burgemeester van de Drentse plaatsen de Wijk, Zuidlaren en Paterswolde.

## Tiendaagse veldtocht
In 1831 nam Rutgers van der Loeff deel aan de Tiendaagse Veldtocht. Hij was in die periode rector van het Groningse studentencorps en formeerde samen met studenten uit Franeker een flankeurscompagnie. Zelf nam hij in de rang van sergeant-majoor deel aan de veldtocht. Hij verkreeg hiervoor de Militaire Willems-Orde (ridder 4e klasse).  Ook was hij ridder in de Orde van de Nederlandse Leeuw en commandeur in de Orde van de Eikenkroon. In 1865 hield hij, op verzoek van koning Willem III, de feestrede ter gelegenheid van de viering van het vijftigjarig bestaan van de Militaire Willems-Orde.

## Publicaties
Rutgers van der Loeff publiceerde zowel op godsdienstig als op maatschappelijk gebied. Naast zijn catechisatieboek schreef hij godsdienstige lees- en prentenboeken voor de jeugd. In 1884 verscheen van zijn hand Bewaarschool en emancipatie der vrouw in onderling verband.

## Dagboek
Het dagboek van Rutgers van der Loeff is bewaard gebleven. Hij begon met het schrijven van zijn dagboek tijdens zijn predikantschap in Noordbroek. Op 7 juli 2012 vertolkte de acteur Jur Roelofs de rol van Abraham Rutgers van der Loeff op de kansel van de kerk van Noordbroek, waarbij hij gebruik maakte van het materiaal uit dit dagboek. Rutgers van der Loeff beschreef ook zijn jeugdjaren, maar heeft dit werk niet kunnen voltooien.

## Externe link

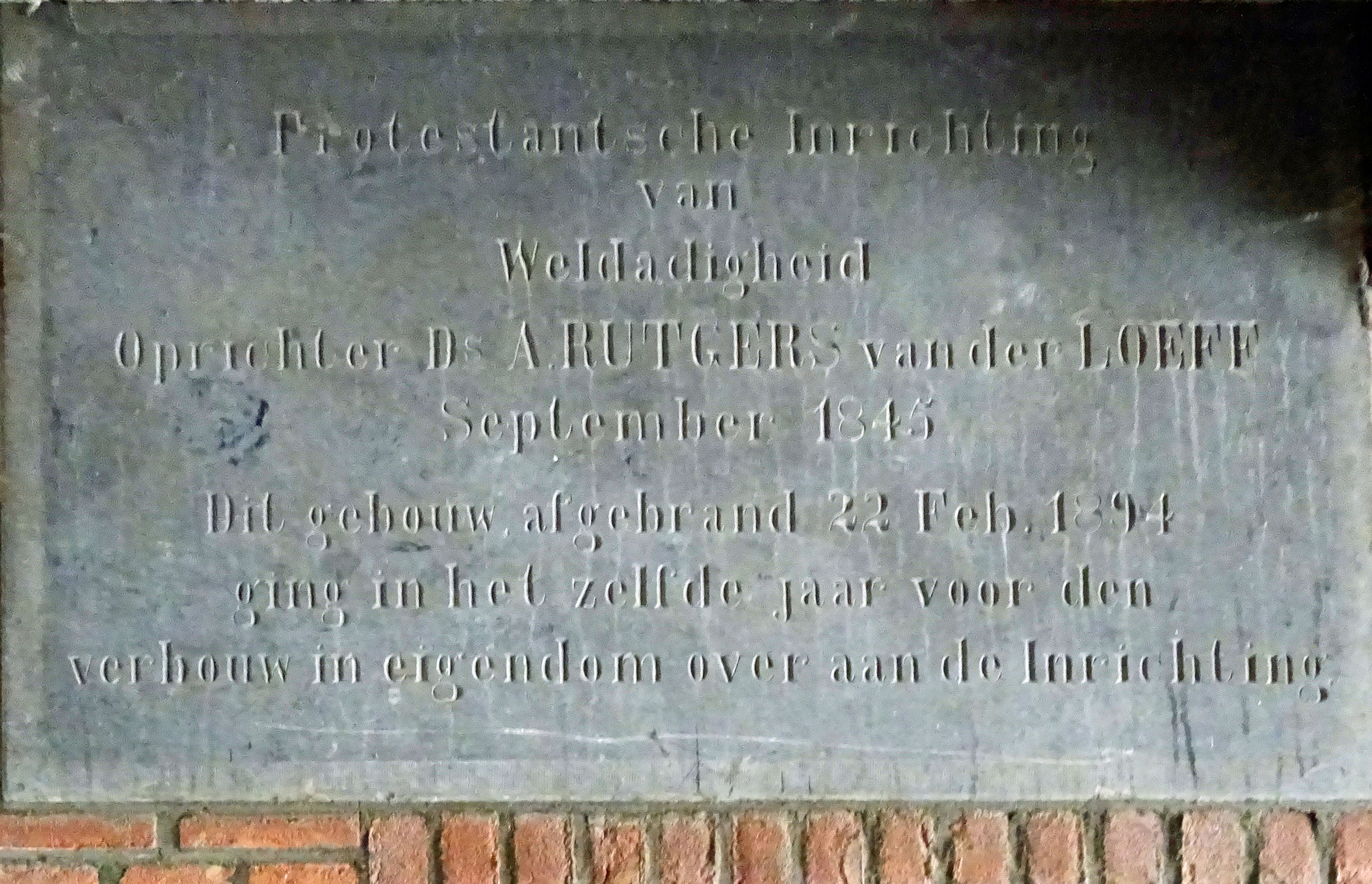
Gedenksteen van de oprichting van de stichting van Weldadigheid in 1845 in Zutphen
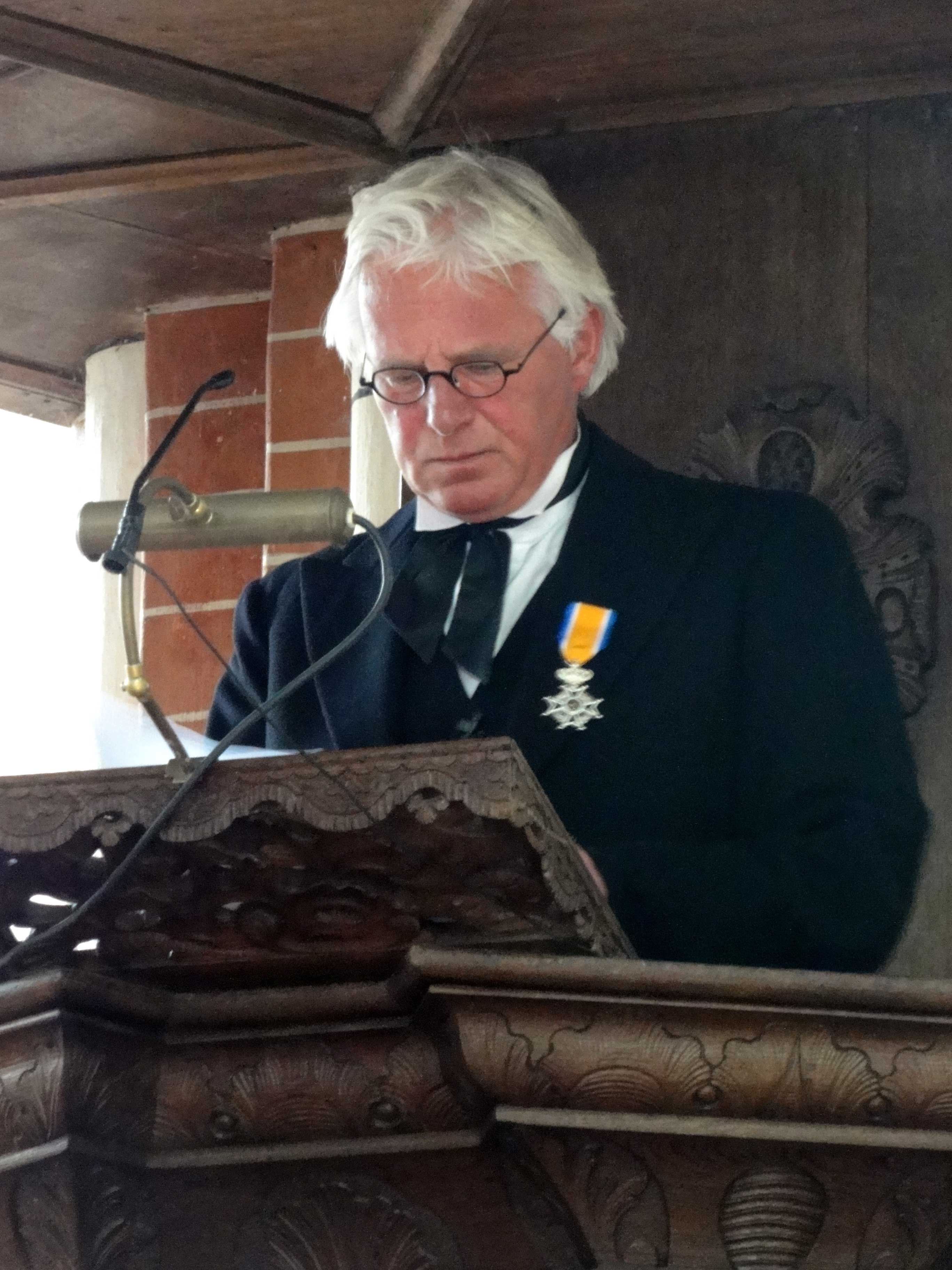
De acteur Jur Roelofs vertolkt de rol van Abraham Rutgers van der Loeff op de kansel van de kerk van Noordbroek